# Felice Bauer
Felice Bauer (Neustadt, Silesia —hoy Prudnik en Polonia—, 18 de noviembre de 1887-Rye, Nueva York, 15 de octubre de 1960) fue la novia y prometida de Franz Kafka. 

## Cartas a Felice
Las cartas que este le escribió desde 1912 a 1917 fueron publicadas como Cartas a Felice (originalmente publicadas en alemán en 1967 como Briefe an Felice). Franz Kafka conoció a Felice Bauer el 13 de agosto de 1912 en casa de la familia de Max Brod, y el 20 de septiembre le escribió por primera vez.
La editorial Schocken Books le compró estas cartas a la propia Felice Bauer en 1955, además de la mitad de las cartas de Kafka a Grete Bloch, amiga de Bauer.